# Mary Whiton Calkins
Mary Whiton Calkins   (Hartford, 30 de març de 1863 - Newton, 26 de febrer de 1930) va ser una filòsofa i psicòloga estatunidenca. Va ser la primera dona president de l'Associació Nord-americana de Psicologia.

## Biografia
Mary Whiton Calkins va néixer el 30 de març de 1863 a Hartford, Connecticut, sent la major de cinc germans. Es va mudar a Massachusetts el 1880 amb la seva família. En 1882, Calkins va entrar a l'Smith College, però el 1883 després de la mort de la seva germana va deixar temporalment els estudis i va estudiar pel seu compte, tornant a la universitat el 1884 per graduar-se.
Després de la seva graduació, Calkins i la seva família van viatjar durant setze mesos per Europa. Al seu retorn a Massachusetts, va treballar com a professora de grec en el Wellesley College durant tres anys fins que un professor del Departament de Psicologia del departament li va oferir un lloc d'ensenyament.
Calkins va decidir prendre classes de Psicologia a la Universitat Harvard, de la mà de Josiah Royce i William James. Durant el següent any, Calkins va treballar al costat d'Edmund Sanford, de la Universitat de Clark, per establir el primer Laboratori de Psicologia del Wellesley College.